# Rutstroemia fruticeti
Rutstroemia fruticeti är en svampart som beskrevs av Rehm 1893. Rutstroemia fruticeti ingår i släktet Rutstroemia och familjen Rutstroemiaceae.  Arten är reproducerande i Sverige. Inga underarter finns listade i Catalogue of Life.